# ボリショイ・アイス・ドーム
ボリショイ・アイス・ドーム (ロシア語: Большой Ледовый дворец) は、ロシア、ソチにある、12,000席の多目的アリーナで、現在建設中である。「ボリショイ」という文字通り「メジャー」を意味しており、従ってボリショイ・アイス・パレスの正式な英語名は、「メジャー・アイス・パレス (Major Ice Palace)」となる。ドームは、2012年にオープン (推定)。完成後は、シャイバ・アリーナと、ソチオリンピックのうちアイスホッケーのいくつかの会場になる。会場は、300mほど離れている。
オリンピックによる仮設工事を含む、会場の建設費は、1億8010万ドルかかる見込みである。オリンピック後は、競技場やコンサート会場として利用される。

## アクセス
- オリンピスカヤ・ジレーヴニャ駅[3]から徒歩約39分（3.2km）[4]